# Extas

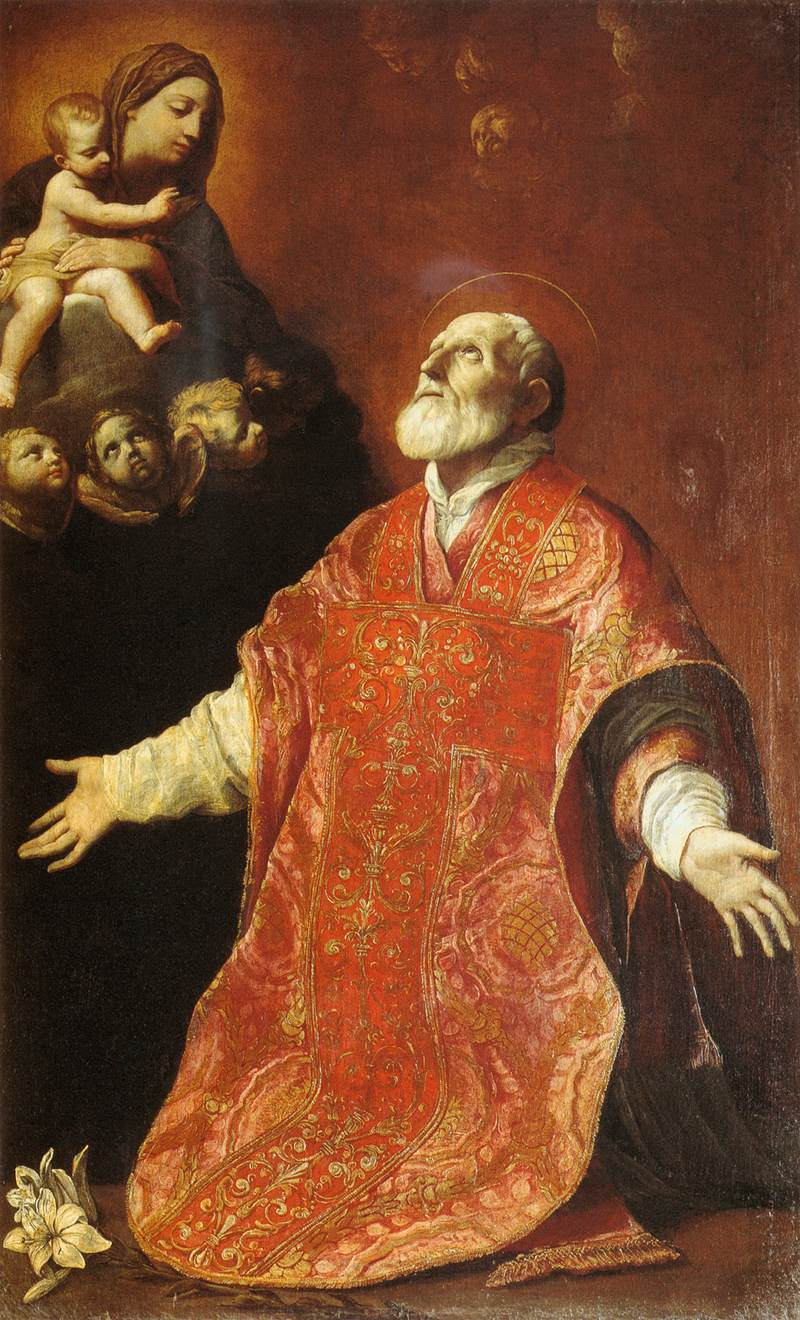
Den helige Filippo Neri i extas.

Extas (av grekiska ἔκστασις, ekstasis, egentligen "bortryckande från ett läge", av ek, "ur", "från", och stasis, "ställning") har inom medicinen betydelsen av tillstånd i hjärnan, under vilka vissa föreställningar, mest av religiöst innehåll, så rycker själen med sig, att den liksom kommer ur sitt vanliga läge och blir mer eller mindre otillgänglig för yttervärlden. 
I sammanhang därmed röjer sig oftast hallucinationer, som överensstämmer med de härskande föreställningarna. Muskelrörelserna och talet är därvid antingen hämmade eller ganska livliga och kroppsfunktionerna inte sällan försvagade. Begreppet extas i medicinsk mening uppfattas dock ej lika av alla författare.
Inom psykologin menas med extas hänryckning, ett tillstånd av hänförelse, i vilket man förlorar minnet av sitt föregående, tycker sig vara försatt i en ny tillvaro och tror sig vara delaktig av högre uppenbarelser. Så trodde grekerna under antiken, att Pythia, det delfiska oraklets prästinna, under en extas, som hos henne sades framkallas genom ur jordens inre kommande bedövande ångor, skådade framtiden. De nyplatonska filosoferna antog, att man genom försjunkande i betraktelser av den gudomliga enheten under extas rent av kunde förlora sin individualitet och uppgå i Gud, ehuru här på jorden endast tillfälligt.
Emanuel Swedenborg trodde sig på likartat sätt "hänföras av anden" och därunder, i ett mellantillstånd mellan sömn och vaket tillstånd, motta gudomliga uppenbarelser. 
Om extasen ska psykologiskt förklaras, är den närmast att sammanställa med de företeelser, som kallas autohypnos (se hypnotism), och de förmenta uppenbarelserna skulle då vara suggestioner eller minnen och fantasier, som har sitt upphov i personens vakna erfarenhet, men som under det halvt eller helt hypnotiska tillståndet erhåller livlig och konkret gestalt samt fattas såsom en objektiv verklighet, liksom bilderna i den normala drömmen. Den så kallade predikosjukan anses vara en form av extas. 